# Chrionema pallidum
Chrionema pallidum és una espècie de peix de la família dels percòfids i de l'ordre dels perciformes.

## Etimologia
Chrionema prové dels mots grecs chrio/chroa (tocar, fregar) i nema (filament), mentre que la paraulla llatina pallidum (pàl·lid) fa referència a la coloració d'aquesta espècie.

## Descripció
Fa 13,2 cm de llargària màxima. 6 espines i 14-15 radis tous a l'aleta dorsal i cap espina i 18 radis tous a l'anal. 28 vèrtebres. Cap gairebé completament cobert d'escates (n'hi manquen només als llavis, la barbeta, algunes membranes i a una franja estreta en el musell davant dels ulls). Primer radi de l'aleta dorsal espinosa allargat en els mascles.

## Hàbitat i distribució geogràfica
És un peix marí i batidemersal (entre 230 i 350 m de fondària), el qual viu al Pacífic sud-oriental: 3 muntanyes submarines a la part occidental de la serralada submarina Sala i Gómez entre 25° 01′-25° 11′ S i 97° 28′-100° 49′ W.

## Observacions
És inofensiu per als humans i el seu índex de vulnerabilitat és de baix a moderat (29 de 100).